# Tanaecia flaminia
Tanaecia flaminia är en fjärilsart som beskrevs av Hans Fruhstorfer 1905. Tanaecia flaminia ingår i släktet Tanaecia och familjen praktfjärilar. Inga underarter finns listade i Catalogue of Life.